# Dikerocoleus divisus
Dikerocoleus divisus is een keversoort uit de familie Schizophoridae. De wetenschappelijke naam van de soort is voor het eerst geldig gepubliceerd in 1982 door Lin.